# Присасывание кораблей

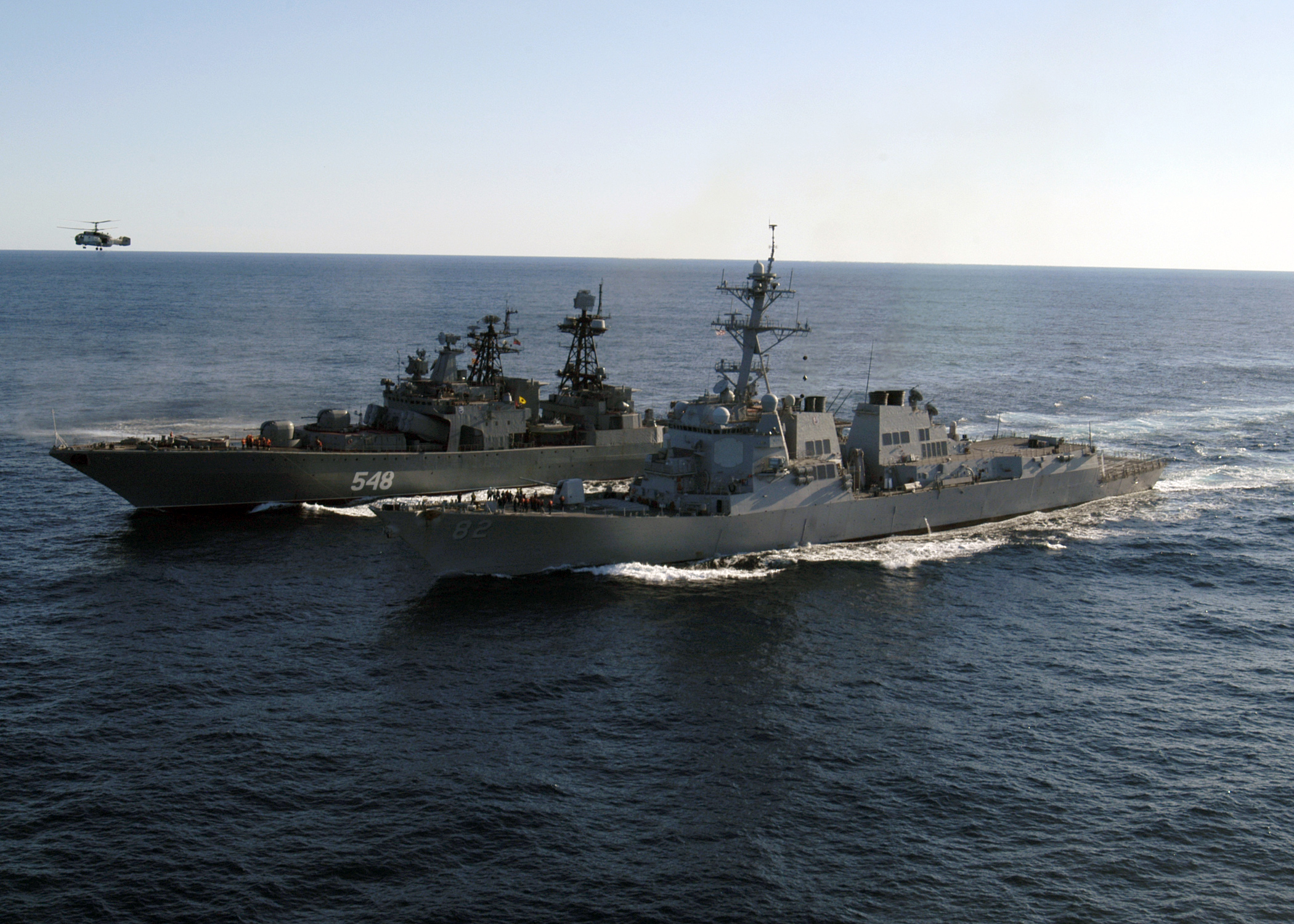
Эсминец ВМФ США «Лассен» на параллельных курсах с российским противолодочным кораблём «Адмирал Пантелеев»

Присасывание кораблей (судов) — феномен взаимного притягивания кораблей при их движении на малых расстояниях друг от друга (например — в узостях), которое имеет место в практике как морского, так и речного судовождения. Оно может проявляться и при расхождении судов на встречных курсах, и при обгоне одного другим на параллельном. Причиной возникновения присасывания называют разницу давлений и появление гидродинамических сил между двумя близко находящимися корпусами движущихся плавсредств.

## Физическая природа
Появлению взаимного притяжения между двумя объектами, перемещающимися в несжимаемой жидкости, было дано теоретическое объяснение с помощью уравнения Бернулли. В соответствии с ним в стационарном потоке давление жидкости снижается там, где возрастает скорость, что приводит к появлению разницы давлений между наружными и внутренними бортами кораблей, которые перемещаются параллельно друг другу. Эта разница проявляет себя в большей степени для судов различных размеров, при этом она сильнее воздействует на судно меньшей массы.
Присасывание зависит от геометрической формы и обводов судовых корпусов. Вероятность его возникновения возрастает с уменьшением расстояния между судами и с ростом их скорости. Одним из его следствий может также быть крен, который появляется из-за изменения уровня воды между бортами.